# Beibi
Beibi (in finlandese "Baby") è il primo singolo tratto dal quinto album di studio della band rock finlandese Haloo Helsinki!, pubblicato il 15 agosto 2014 dalla Ratas Music Group, anticipando l'uscita dell'album Kiitos ei ole kirosana.
Il brano ha raggiunto la prima posizione nella classifica dei singoli più scaricati.

## Video
Il video musicale è stato pubblicato sull'account di VEVO il 14 agosto 2014 ed è stato girato da Sami Joensuu nell'ex-acciaieria Sofia.

## Tracce
1. Beibi – 4:10 (testo: Elli Haloo[4] – musica: Leo Staples e Jere Marttila[4])

## Classifica
| Classifica           | Massima posizione |
| -------------------- | ----------------- |
| Finlandia            | 1                 |
| Finlandia (digitale) | 1                 |
| Finlandia (radio)    | 1                 |